# Bandy i Armenien
I Armenien är bandy en sport under utveckling. Den var ganska populär under sovjettiden, men dog sedermera ut. På senare tid har den dock kommit tillbaka, och det har varit tal om deltagande i VM. I samband med Tyngdlyftnings-EM i Jerevan 2023 passade generalsekreteraren i det internationella förbundet, FIB, på att möta ordföranden i det nationella förbundet och diskutera aktuella frågor. Armenien är medlemmar i FIB sedan 2008.